# Vitalie Pușcuța
Vitalie Pușcuța (în ucraineană Віталій Георгійович Пушкуца; n. 13 iulie 1974, Reni, RSS Ucraineană, URSS) este un antrenor și fost fotbalist ucrainean de origine moldovenească (română), cunoscut pentru cariera sa din cadrul clubului FC Metalist Harkov.